# 타원곡선 DSA
타원곡선 DSA(Elliptic Curve Digital Signature Algorithm, ECDSA)는 타원곡선을 이용한 전자서명 알고리즘이다.

## 정의역 매개변수
- 모두 정의역 매개변수(domain parameter)로 (CURVE, g, n) 을 사용하기로 합의한다.
  - CURVE : 타원곡선 체(field)와 여기에 사용된 수식이다.
  - g : 타원곡선의 기준점(base point)이다. 해당 타원곡선의 생성원(generator)이다.
  - n : g의 차수이다. n X g = 0이며, 반드시 소수이어야 한다. 보통 충분히 큰 소수를 사용한다.

## 절차
앨리스는 키쌍{\displaystyle (d_{A},Q_{A})}를 만든다.
- d는 무작위로 선택된 1부터 n-1사이의 정수로서, 개인키이다.
- Q는 Q=dg를 만족하는 정수로서, 공개키이다.

### 서명
- 앨리스가 메시지m을 다음 절차를 따라 서명한다.
  1. e=H(m)이고, H는 암호학적 해쉬함수이다.
  2. z는 e의 이진 값에서 왼쪽으로부터 {\displaystyle L_{n}}번째 까지를 잘라낸 값({\displaystyle L_{n}}leftmost bits of e)이다.  {\displaystyle L_{n}}는 n의 비트 길이(bit length)이다.
  3. 암호학적으로 안전한 난수 k를 [1, n-1] 사이에서 무작위로 선택한다.
  4. 곡선 위의 점 {\displaystyle (x_{1},y_{1})=k*g}를 계산한다.
  5. {\displaystyle r=x_{1}{\pmod {n}}}을 계산한다. 만약 r=0이면 3으로 되돌아가 다른 k를 다시 선택하여 순서대로 진행한다.
  6. {\displaystyle s=k^{-1}(z+rd_{A}){\pmod {n}}}을 계산한다. 만약 s=0이면 3으로 되돌아가 다른 k를 다시 선택하여 순서대로 진행한다.
- 완성된 서명은 (r, s)이다.

### 검증
밥이 앨리스의 서명을 인증하려면, 앨리스의 공개키를 미리 알아야 한다.

#### 곡선 위의 점 인증
- {\displaystyle Q_{A}\neq O(identity\ element)}인지 확인한다.
- {\displaystyle Q_{A}}가 곡선 위의 점(curve point)인지 확인한다.
- {\displaystyle n\times Q_{A}=O}인지 확인한다.

#### 서명 유효성 인증
- r,s가 1부터 n-1사이의 정수인지 확인한다. 아니면 서명은 무효이다.
- e=H(m)을 계산한다. H는 앨리스가 서명 생성에 썼던 해쉬함수이다.
- z는 e의 이진 값에서 왼쪽으로부터 {\displaystyle L_{n}}번째 까지를 잘라낸 값이다.
- {\displaystyle w=s^{-1}{\pmod {n}}}을 계산한 다음, {\displaystyle u_{1}=zw,\ u_{2}=rw{\pmod {n}}}를 계산한다.
- Shamir’s trick을 사용해서{\displaystyle (x_{1},y_{1})=u_{1}\times g+u_{2}\times Q_{A}}을 계산한다. 만약 {\displaystyle (x_{1},y_{1})=O}이면 서명은 무효이다.
- {\displaystyle r\equiv x_{1}{\pmod {n}}}일때만 유효하다. 아니면 모두 무효이다.

## 같이 보기
- RSA 암호